# اندیس کوه شب
کوه شب یک اندیس فلزی است که در حوالی شهر کهنوج استان کرمان قرار دارد و مادهٔ معدنی موجود در آن، مس است. سنگ میزبان این اندیس شیست است و دیرینگی آن به دوران کرتاسه می‌رسد. در این اندیس، پاراژنز‌های مالاکیت ، آزوریت ، کالکوسیت ، کوارتز ، کلسیت یافت می‌شوند.